# ثيرموبيلاي

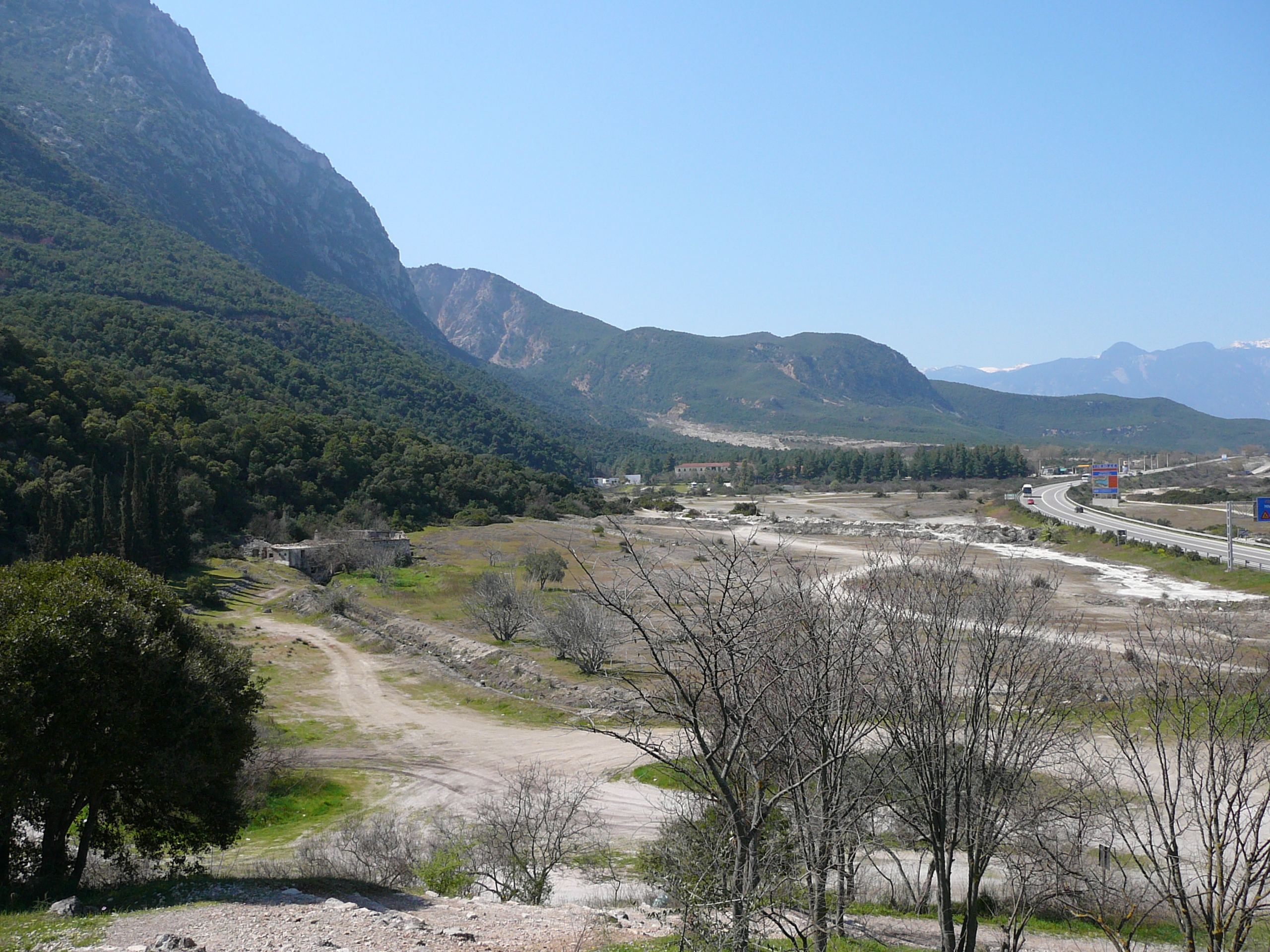
منظر لممر الثيرموبيلاي من منطقة جدار الفوكيان. في العصور القديمة، الشريط الساحلي كان اقرب بكثير للمنطقة الجبلية. ذلك نتيجة للعوامل الرسوبية

ثيرموبيلاي أو ترموبيل، أو ما يعرف بالبوابات الحارة، هو ممر ساحلي ضيق يقع في اليونان. يستمد اسمه من الينابيع الكبريتية الساخنة التي تقع على مقربه منه.
أتت شهرت ممر الثيرموبيلاي من المعركة الشهيرة التي دارت بين القوات اليونانية والتي كانت تضم جيش اسبرطة والقوات الفارسية، ويعتبر هذا الممر هو الممر الكبير الوحيد الذي يتسع لعبور الحشود الكبيرة القادمة من منطقة لوكريس إلى منطقة ثيسالي. أيضاً، الانتقال من شمال إلى جنوب الساحل الشرقي لجزيرة البلقان يتطلب استخدام هذا الممر. في الغرب من هذا الممر تقع مجموعة من الجبال بحيث تسد الطريق من تلك الجهة. لهذا السبب كانت هذه المنطقة مسرحاً للعديد من المعارك.
كانت المنطقة في القديم تعرف باسم ماليس نسبة إلى الماليانيون (بالإغريقية: Μαλιεῖς) وهي إحدى القبائل اليونانية القديمة التي كانت تقيم عند مصب نهر سبيرخيوس. وقد سُمي خليج ماليان نسبةً إلى القبيلة أيضاً.
المنطقة محاطة بمجاري سيول ساحلية من نهر سبيرخيوس، وتحيط بها أيضا مجموعة من الجبال الجيرية شديدة الانحدار. الترسبات النهرية المستمرة القادمة من النهر والاحجار الجيرية القادمة من الينابيع الحارة ساهمة في تغيير المشهد خلال ألاف السنوات الماضية.
سطح الممر الذي دارت فيه معركة ثيرموبيلاي الشهيرة عام 480 قبل الميلاد مدفون الآن تحت ما يقارب من 20 متر (66 قدم) من التربة. أيضاً، الشاطئ تقدم بشكل كبير على مدى القرون الماضية بفعل تأثير الترسبات. كان مستوى خليج مالينز اعلى بشكل ملحوظ خلال عصور ما قبل التاريخ وكان نهر سبيرخيوس أقصر بشكل كبير. تقدم الشاطئ بنسبة تصل إلى 2 كيلو متر بين عامي 2500 قبل الميلاد و480 قبل الميلاد، ولكن لايزال هناك عدد من الممرات الضيقة للغاية مابين البحر والجبال.
اضيق نفي السهل، حيث يتوقع أنها المكان الذي وقعت فيه معركة ثيرموبيلاي، يبلغ عرضها اقل من 100 متر (330 قدم). من عام 480 قبل الميلاد إلى القرن الواحد والعشرون، تقدم شاطئ البحر قرابة 9 كيلوا متر (5.6 ميل) في بعض الأماكن، حيث قضى على تلك النقطة الضيقة وفي المقابل حدثت زيادة كبيرة في حجم السهل.
في الوقت الحالي، هناك طريق رئيس يقسم السهل وفي الشرق من الطريق يقع نصب تذكاري حديث لملك إسبارطة ليونيداس

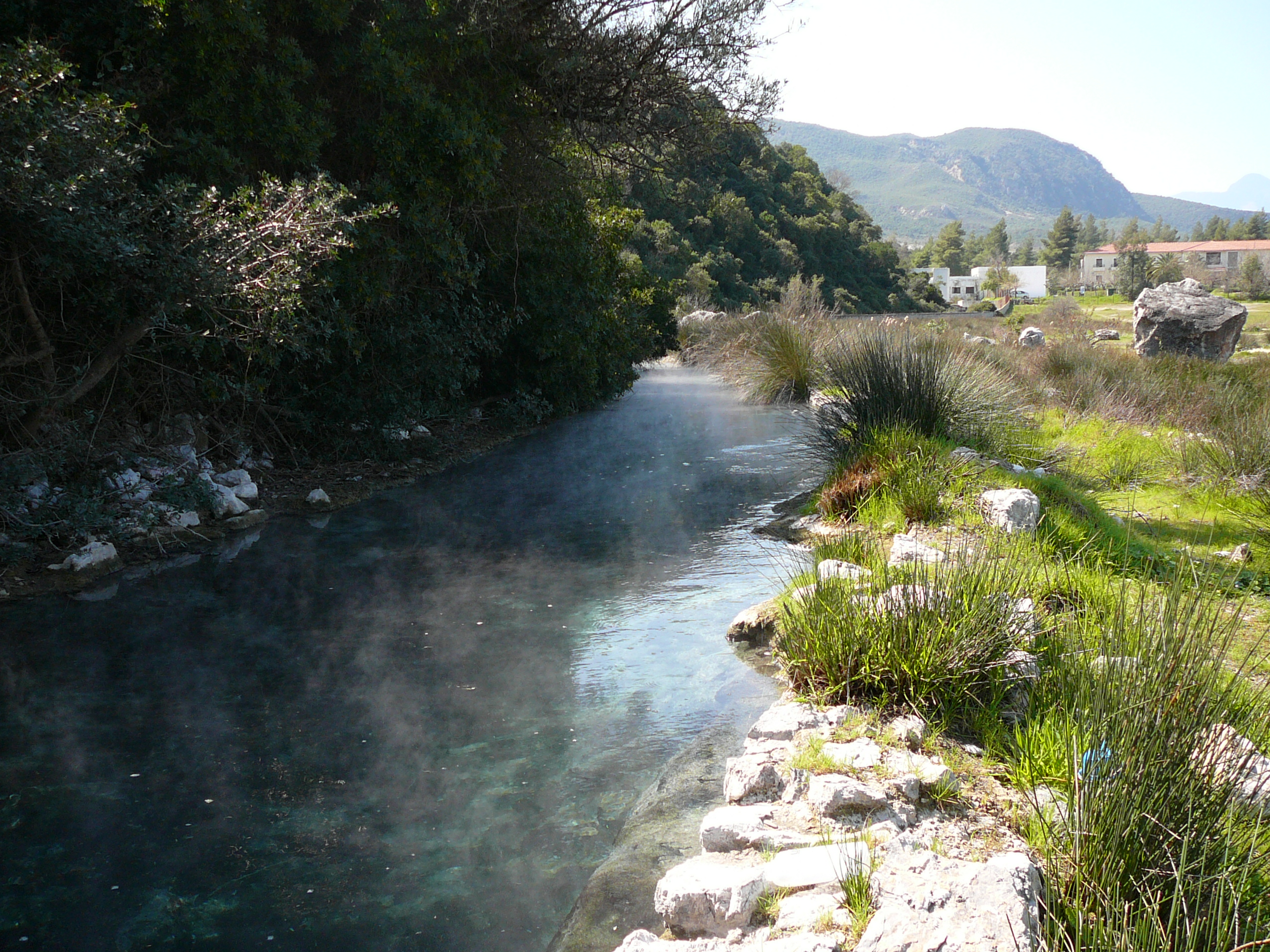
الينابيع الساخنة التي استمد ممر ثيرموبيلاي اسمه منها.

## أصل التسمية
ثيرموبيلاي تعني باليونانية "البوابات الساخنة"، ويرتبط اسمها بالعيون الكبريتية الساخنة التي تقع على مقربة من الممر. ويعتبر الممر أيضاً مدخل لمغارات غائرة في العمق. ذكر في الأسطورة اليونانية أن هرقل قفز إلى النهر في محاولة منه ليغسل السموم من جسده. وقيل أن النهر أصبح ساخناً منذ ذلك الحين.